# موسی زرگر
موسی زرگر (زادهٔ ۱۳۱۴ – درگذشتهٔ ۲۲ اسفند ۱۳۹۸)، دومین وزیر بهداشت، درمان و آموزش پزشکی (در آن دوره: وزیر بهداری و بهزیستی) جمهوری اسلامی ایران بود که از تاریخ ۲۸ آبان ۱۳۵۸ تا تاریخ ۳۱ تیر ۱۳۵۹ تصدی این منصب را به عهده داشت. او در زمان حیات عضو هیئت علمی دانشگاه علوم پزشکی و خدماتی بهداشتی، درمانی تهران و مدیر گروه جراحی دانشکدهٔ پزشکی این دانشگاه بود. وی همچنین نمایندهٔ ادوار اول (شهریار) دوم و پنجم (تهران) مجلس شورای اسلامی بود. وی در ۲۲ اسفندماه ۱۳۹۸ بر اثر ایست قلبی در منزلش درگذشت.

## تحصیلات
موسی زرگر در سال ۱۳۱۴ در روستای حصار طهماسب شهرستان شهریار (۳۰ کیلومتری غرب تهران) زاده شده و پس از تحصیل دوره ابتدایی در شهریار، دیپلم خود را از دبیرستان مروی تهران گرفته‌است. او از سال ۱۳۳۳ تا ۱۳۴۰ مشغول به تحصیل در رشتهٔ پزشکی در دانشگاه علوم پزشکی تهران بوده و دانش‌آموختهٔ مقطع دکترای حرفه‌ای پزشکی عمومی در سال ۱۳۴۰ از این دانشگاه است. وی سپس در سال ۱۳۴۴ دورهٔ دکترای تخصصی جراحی عمومی را به پایان رسانده و در سال ۱۳۴۷ موفق به اخذ مدرک فوق تخصص جراحی عمومی از دانشگاه علوم پزشکی تهران شده‌است.

## سمت‌های قبلی
زرگر از ابتدای تشکیل دولت جمهوری اسلامی در ایران، در زمینهٔ بهداشت و درمان، دارای سمت‌های اجرایی و آموزشی-دانشگاهی بوده‌است. وی همچنین در اولین دورهٔ مجلس شورای اسلامی با رای بسیار بالایی (حدود ۸۵ درصد آراء) به عنوان نماینده حوزه انتخابیه شهریار، اشتهارد و رباط کریم در مجلس انتخاب شد. او در ادوار دوم و پنج مجلس نیز، به عنوان نماینده تهران انتخاب و در دوره پنجم به عنوان عضو هیئت رئیسه مجلس فعالیت نموده‌است. سمت‌های مختلف زرگر در گذشته و حال عبارتند از:
- ویز بهداری و بهزیستی (سابق)
- ریاست بخش جراحی بیمارستان موقوفه لولاگر (هلال احمر) (سابق)
- رئیس بیمارستان موقوفه لولاگر (هلال احمر) (سابق)
- نماینده سه دوره از ادوار مجلس شورای اسلامی (اول، دوم و پنجم)
- عضو هیئت رییسهٔ مجلس
- دبیر اتحادیهٔ بین‌المجالس مجلس شورای اسلامی (۱۳۶۳–۱۳۵۹)
- مشاور وزیر بهداشت، درمان و آموزش پزشکی
- نمایندهٔ وزیر بهداری و بهزیستی در طرح توسعهٔ بیمارستان سینا (سابق)
- عضویت در هیئت تحریریه مجله دانشکده پزشکی دانشگاه علوم پزشکی تهران (سابق)
- عضو هیئت ممتحن بورد تخصصی جراحی عمومی (سابق)
- عضو شورای عالی انقلاب فرهنگی (سابق)
- عضو شورای عالی برنامه‌ریزی وزارت بهداشت درمان و آموزش پزشکی (سابق)
- مأموریت به برگزاری سمینار بین‌المللی پزشکی به فرمان سید علی خامنه‌ای، ریاست جمهوری وقت ایران در سال ۱۳۶۸
- عضو هیئت امنای دانشگاه علوم پزشکی سمنان
- عضو کمیته تخصصی پزشکی بالینی گروه پزشکی ستاد انقلاب فرهنگی در ۱۳۶۱

## آثار، تألیف‌ها و طرح‌های پژوهشی

### تألیف‌ها
زرگر دارای تألیفاتی در زمینهٔ پزشکی، شامل کتاب و مقاله در مجلات علوم پزشکی داخلی و خارج است. برخی از آثار او عبارتند از:
- بررسی علل منجر به فوت بیماران ترومایی در بررسی یکساله

(۷۲–۱۳۷۱)
- بررسی نیاز شهر تهران به راه اندازی مراکز پیشرفته تروما
- بررسی همه‌گیر شناختی (اپیدمیولوژیک) تروماهای مرتبط با وسایل نقلیه در کودکان تهرانی: تأییدی بر لزوم تدوین و اجرای طرحهای پیشگیری از تروما
- تروما و مشکلات اقتصادی-اجتماعی ناشی از آن
- عوامل مرتبط با شدت حوادث ترافیکی منجر به بستری در سرنشینان وسایل نقلیه چهارچرخ

### طرح‌های پژوهشی
1. «طرح ملی بررسی جامع اتیولوژیک و همه‌گیرشناختی (اپیدمیولوژیک) در سوانح و حوادث کشوری و ارزیابی شدت آسیب و میزان کلی موفقیت اقدامات درمانی انجام‌شده در بیماران ترومایی» که در شهر تهران انجام گرفته‌است.
2. مطالعهٔ دموگرافیک و ارزیابی شدت آسیب در بیماران ترومایی بر مبنای ISS و میزان کلی موفقیت اقدامات درمانی انجام شده به صورت چند مرکزی در سطح شهر تهران
3. تعیین میزان شیوع ترومای منجر به مراجعه به بیمارستان در شهر تهران
4. بررسی اکتشافی اپیدمیولوژی (همه‌گیرشناسی) موارد غرق‌شدگی در دریای خزر طی سالهای ۱۳۷۲ تا ۱۳۸۱
5. بررسی همه‌گیرشناختی آسیب‌های ورزشی در ورزشکاران مراجعه‌کننده به درمانگاه فدراسیون پزشکی ورزشی در سال ۱۳۸۲ و ۱۳۸۳
6. بررسی همه‌گیرشناختی ضایعات ناشی از انفجار مین‌های زمینی در استانهای غربی کشور از سال ۱۳۷۸ تا ۱۳۸۲

زرگر پیش از مرگ رئیس مرکز تحقیقات تروما و جراحی بیمارستان سینا، عضو هیئت امنای دانشگاه علوم پزشکی سمنان و رئیس بخش جراحی ۴ بیمارستان سینا بود. وی همچنین نمایندهٔ رئیس دانشگاه علوم پزشکی تهران در کمیتهٔ ارتقا، مشاور وزیر بهداشت و عضو هیئت ممیزهٔ دانشگاه علوم پزشکی تهران برای ۶ سال بود. او همچنین عضو هیئت علمی دانشگاه علوم پزشکی و خدماتی بهداشتی، درمانی تهران و مدیر گروه جراحی دانشکدهٔ پزشکی این دانشگاه بود.